# Sinf
Sinf är en tvådelad arbetsgivarorganisation för små och medelstora företag inom tjänsteproduktion och tillverkning. Den löpande verksamheten bedrivs i dotterbolaget Aktiebolaget Sinf-Konsult. Medlemmarna utgörs både av industri- och tjänsteföretag.

## Historik
Svensk Industriförening bildades i Jönköping 1932, samtidigt med aktiebolaget (servicebolag till föreningen).
Bakom bildandet stod en utbrytargrupp ur dåvarande SAF bestående av fabrikörer. Orsaken var att de ansåg att SAF inte tillgodosåg de mindre, medelstora och familjeägda företagens intressen. Samtidigt ville de försäkra sig om att föreningens medel användes korrekt och effektivt.
Den nuvarande föreningen registrerades 1971. Fram till 1980 användes förkortningen SIF som benämning för arbetsgivarorganisationen. Från och med 2022 benämns organisationen Sinf, vilket är ett samlingsnamn för både föreningen och aktiebolaget.

## Organisation
Sinf är en ideell förening, vars verksamhet bedrivs i aktiebolaget (servicebolaget). Inriktning är arbetsrätt (inklusive kollektivavtal), affärsjuridik, affärsutveckling, ägarskiften med mera. Aktiebolaget har sitt säte i Stockholm och har för närvarande 14 anställda.
2022 slöt Sinf ett samarbetsavtal under namnet Oberoende arbetsgivarorganisationers samverkan (OAS) tillsammans med  Arbetsgivaralliansen, Bankinstitutens arbetsgivareorganisation (BAO), Fastigo, Fremia, Svenska kyrkans arbetsgivarorganisation, och Svensk Scenkonst.

## Styrelseordförande
| År        | Namn              |
| --------- | ----------------- |
| 1941-1942 | Helmer Ekman      |
| 1943-1949 | Holge Ottosson    |
| 1950-1955 | Nils Odwallius    |
| 1956-1963 | Rune Högbom       |
| 1964-1969 | Gunnar Arnbrink   |
| 1970-1973 | Einar Nilsson     |
| 1974-1981 | Per-Olof Lindholm |
| 1982-1983 | Herman Gotting    |
| 1984-1991 | Jan Lövenmark     |
| 1992-1996 | Erik Arnell       |
| 2016-2019 | Johan Andersson   |
| 2019-2020 | Paul Johansson    |
| 2021-     | Jan Sigurdh       |

## Verkställande direktör
| År        | Namn                      |
| --------- | ------------------------- |
| 1941-1949 | Allan Johanson            |
| 1950-1976 | Bengt Sjönell             |
| 1977-1996 | Sven Langenius            |
| 2004-2008 | Lennart Uhlmann           |
| 2008-2017 | Anders Ekdahl             |
| 2017-2019 | Joakim Norlén             |
| 2019-2025 | Sanna Arnfjorden Wadström |
| 2025-     | Carl Aschan               |